# Guerra regia e guerra di popolo
Guerra regia e guerra di popolo è un'espressione che ricorre nella storiografia del Risorgimento italiano per indicare una forma possibile di lotta per la conquista dell'indipendenza e dell'Unità d'Italia, quella basata sull'iniziativa popolare, in alternativa a quella su iniziativa dei sovrani. Bisogna anche considerare che nel termine "guerra di popolo" vengono inclusi i moti del '48 che si ricollegavano a quelli del '21 e del '31 organizzati dai movimenti carbonari e mazziniani, storicamente ricollegati alla massoneria.

## Prima guerra d'indipendenza
Nella prima guerra di indipendenza, dal risultato sfavorevole alla causa italiana, ci fu un contemperamento delle due iniziative:

### Guerra di popolo
I momenti salienti della guerra di popolo furono:
- Cinque giornate di Milano 
cronologicamente il primo fatto importante che determinò l'uscita degli austriaci dalla città, avvenuta per effetto solo di una rivolta spontanea dei milanesi.
- Venezia 
La repubblica di San Marco governò la città dal 17 marzo 1848 al 22 agosto 1849 e cadde dopo un assedio molto combattuto.
- Dieci giornate di Brescia 
Resistenza per dieci giornate nei confronti della repressione austriaca dal 23 marzo 1849 (il giorno della sconfitta piemontese a Novara) al 1º aprile.
- Repubblica romana 
Dal 24 novembre del 1848 (fuga di Pio IX) al 3 luglio 1849.

### Guerra regia
- Battaglia di Goito
- Assedio di Peschiera
- Battaglia di Custoza (1848)
- Battaglia di Novara (1849)

## Seconda guerra d'indipendenza
La seconda guerra di indipendenza fu un tipico esempio di guerra regia. Vittorio Emanuele II, alleato a Napoleone III condusse la guerra contro l'Austria.

Unico limitato apporto della guerra di popolo furono i Cacciatori delle Alpi, un corpo di volontari, comandati da Giuseppe Garibaldi considerata un'unità speciale dell'esercito regio.

## Spedizione dei Mille
La spedizione dei Mille fu completamente un fatto di guerra di popolo, avendo come figura centrale Giuseppe Garibaldi.

## Terza guerra d'indipendenza
Nella terza guerra di indipendenza, le sconfitte di Custoza e di Lissa, furono episodi di guerra regia. Il corpo di volontari guidato da Garibaldi (guerra di popolo) conseguì la vittoria di Bezzecca.

## Analogie con la Resistenza
Lo stesso schema di contrapposizione tra guerra regia e guerra di popolo è stato applicato dagli storici anche alla seconda guerra mondiale dove alla guerra regia sotto il fascismo è succeduto il riscatto della guerra di popolo della Resistenza (anche se una guerra regia fu combattuta anche dal cd. Regno del Sud)